# روبرتو دانيال راميريز
روبرتو دانيال راميريز (بالإسبانية: Roberto Daniel Ramírez)‏ هو لاعب كرة قدم مكسيكي، ولد في 18 يونيو 1993. لعب مع نادي أونيفرسيداد ناسيونال.